# Disporum jinfoshanense
Disporum jinfoshanense là một loài thực vật có hoa trong họ Măng tây. Loài này được X.Z.Li, D.M.Zhang & D.Y.Hong mô tả khoa học đầu tiên năm 2007.